# Real Sociedad de Fútbol 2019-2020
Questa voce raccoglie le informazioni riguardanti la Real Sociedad de Fútbol nelle competizioni ufficiali della stagione 2019-2020.

## Maglie e sponsor
| Casa | Trasferta | Terza divisa |

Fornitore tecnico: Macron

## Rosa
In corsivo i calciatori ceduti durante la stagione
| N. |                    | Ruolo | Calciatore                    |
| -- | ------------------ | ----- | ----------------------------- |
| 1  | Spagna (bandiera)  | P     | Álex Remiro                   |
| 2  | Spagna (bandiera)  | D     | Joseba Zaldúa                 |
| 3  | Spagna (bandiera)  | D     | Diego Llorente                |
| 4  | Spagna (bandiera)  | C     | Asier Illarramendi (capitano) |
| 5  | Spagna (bandiera)  | C     | Igor Zubeldia                 |
| 6  | Spagna (bandiera)  | D     | Aritz Elustondo               |
| 7  | Spagna (bandiera)  | C     | Portu                         |
| 8  | Spagna (bandiera)  | C     | Mikel Merino                  |
| 9  | Brasile (bandiera) | A     | Willian José                  |
| 10 | Spagna (bandiera)  | A     | Mikel Oyarzabal               |
| 11 | Belgio (bandiera)  | C     | Adnan Januzaj                 |
| 12 | Spagna (bandiera)  | D     | Aihen Muñoz                   |
| 13 | Spagna (bandiera)  | P     | Miguel Ángel Moyà             |
| 14 | Spagna (bandiera)  | C     | Rubén Pardo                   |
| 15 | Francia (bandiera) | D     | Modibo Sagnan                 |
| 16 | Spagna (bandiera)  | C     | Ander Guevara                 |
| 17 | Spagna (bandiera)  | C     | David Zurutuza                |

| N. |                       | Ruolo | Calciatore        |
| -- | --------------------- | ----- | ----------------- |
| 18 | Spagna (bandiera)     | D     | Andoni Gorosabel  |
| 19 | Svezia (bandiera)     | A     | Alexander Isak    |
| 20 | Portogallo (bandiera) | D     | Kévin Rodrigues   |
| 20 | Spagna (bandiera)     | D     | Nacho Monreal     |
| 21 | Norvegia (bandiera)   | C     | Martin Ødegaard   |
| 22 | Spagna (bandiera)     | A     | Ander Barrenetxea |
| 23 | Spagna (bandiera)     | C     | Luca Sangalli     |
| 24 | Francia (bandiera)    | D     | Robin Le Normand  |
| 26 | Spagna (bandiera)     | D     | Jon Pacheco       |
| 28 | Spagna (bandiera)     | C     | Roberto López     |
| 30 | Spagna (bandiera)     | P     | Andoni Zubiarre   |
| 31 | Algeria (bandiera)    | A     | Naïs Djouahra     |
| 32 | Francia (bandiera)    | D     | Jérémy Blasco     |
| 33 | Spagna (bandiera)     | D     | Aritz Arambarri   |
| 35 | Spagna (bandiera)     | A     | Julen Lobete      |
| 36 | Spagna (bandiera)     | C     | Martín Zubimendi  |

## Calciomercato

### Sessione estiva
| Acquisti         | Acquisti        | Acquisti          | Acquisti                   |
| R.               | Nome            | da                | Modalità                   |
| ---------------- | --------------- | ----------------- | -------------------------- |
| A                | Alexander Isak  | Borussia Dortmund | definitivo (15 milioni €)  |
| A                | Portu           | Girona            | definitivo (10 milioni €)  |
| D                | Modibo Sagnan   | Lens              | definitivo (4,5 milioni €) |
| C                | Martin Ødegaard | Real Madrid       | prestito (2 milioni €)     |
| D                | Nacho Monreal   | Arsenal           | definitivo (250 mila €)    |
| P                | Álex Remiro     | Athletic Bilbao   | gratuito                   |
| Altre operazioni |                 |                   |                            |
| R.               | Nome            | da                | Modalità                   |
| C                | Eneko Capilla   | Leonesa           | fine prestito              |
| C                | Jon Guridi      | Mirandés          | fine prestito              |

| Cessioni         | Cessioni          | Cessioni         | Cessioni                 |
| R.               | Nome              | a                | Modalità                 |
| ---------------- | ----------------- | ---------------- | ------------------------ |
| A                | Juanmi            | Betis            | definitivo (8 milioni €) |
| P                | Gerónimo Rulli    | Montpellier      | prestito (1,5 milioni €) |
| P                | Héctor Moreno     | Al-Gharafa       | gratuito                 |
| C                | Eneko Capilla     | Asteras Tripolīs | gratuito                 |
| D                | Raúl Navas        | Osasuna          | prestito                 |
| D                | Kévin Rodrigues   | Leganés          | prestito                 |
| A                | Jon Bautista      | Eupen            | prestito                 |
| A                | Martín Merquelanz | Mirandés         | prestito                 |
| C                | Jon Guridi        | Mirandés         | prestito                 |
| Altre operazioni |                   |                  |                          |
| R.               | Nome              | a                | Modalità                 |
| D                | Theo Hernández    | Real Madrid      | fine prestito            |
| A                | Sandro Ramírez    | Everton          | fine prestito            |

#### Sessione invernale
| Acquisti         | Acquisti         | Acquisti         | Acquisti         |
| R.               | Nome             | da               | Modalità         |
| Altre operazioni | Altre operazioni | Altre operazioni | Altre operazioni |
| R.               | Nome             | da               | Modalità         |
| ---------------- | ---------------- | ---------------- | ---------------- |
| C                | David Concha     | Gamba Osaka      | fine prestito    |

| Cessioni         | Cessioni      | Cessioni | Cessioni      |
| R.               | Nome          | a        | Modalità      |
| ---------------- | ------------- | -------- | ------------- |
| C                | Rubén Pardo   | Bordeaux | prestito      |
| D                | Modibo Sagnan | Mirandés | fine prestito |
| Altre operazioni |               |          |               |
| R.               | Nome          | da       | Modalità      |
| C                | David Concha  |          | svincolato    |

## Risultati

### Primera División

#### Girone di andata
| Arbitro: | Gil Manzano |

|             |           |                         |
| Gameiro 58’ | Marcatori | 90+11’ (rig.) Oyarzabal |

| Arbitro: | Pizarro Gómez |

|  |           |              |
|  | Marcatori | 83’ Ødegaard |

| Arbitro: | Estrada Fernández |

|                                 |           |  |
| I. Williams 11’ Raúl García 28’ | Marcatori |  |

| Arbitro: | Mateu Lahoz |

|                          |           |  |
| Ødegaard 58’ Monreal 61’ | Marcatori |  |

| Arbitro: | Cordero Vega |

|                   |           |                                |
| Zaldúa 71’ (aut.) | Marcatori | 18’, 34’ Willian José 75’ Isak |

| Arbitro: | Medié Jiménez |

|                                            |           |  |
| Oyarzabal 19’, 41’ (rig.) Willian José 32’ | Marcatori |  |

| Arbitro: | Alberola Rojas |

|                                    |           |                        |
| Nolito 18’ Ocampos 47’ Vázquez 80’ | Marcatori | 4’ Oyarzabal 87’ Portu |

| Arbitro: | González Fuertes |

|           |           |                            |
| Merino 5’ | Marcatori | 69’ J. Mata 89’ Maksimović |

| Arbitro: | Soto Grado |

|                                                   |           |           |
| Javi García 22’ (aut.) Willian José 36’ Portu 58’ | Marcatori | 12’ Loren |

| Arbitro: | Pizarro Gómez |

|  |           |          |
|  | Marcatori | 82’ Isak |

| Arbitro: | Melero López |

|                  |           |                              |
| Willian José 48’ | Marcatori | 24’ Bardhi 40’ Borja Mayoral |

| Arbitro: | Prieto Iglesias |

|             |           |                |
| Vadillo 36’ | Marcatori | 21’, 89’ Portu |

| Arbitro: | Martínez Munuera |

|            |           |               |
| Merino 63’ | Marcatori | 78’ En-Nesyri |

| Arbitro: | Gil Manzano |

|                                     |           |                 |
| Benzema 37’ Valverde 47’ Modrić 74’ | Marcatori | 2’ Willian José |

| Arbitro: | Del Cerro Grande |

|                                                            |           |          |
| Le Normand 25’ Oyarzabal 47’ Willian José 57’ Ødegaard 80’ | Marcatori | 35’ Diop |

| Valladolid 8 dicembre 2019, ore 16:00 CET 16ª giornata | Real Valladolid  | 0 – 0 referto | Real Sociedad | Stadio municipale José Zorrilla (18 654 spett.)\| Arbitro: \| González Fuertes \| |
| Arbitro:                                               | González Fuertes |               |               |                                                                                   |

| Arbitro: | Alberola Rojas |

|                               |           |                          |
| Oyarzabal 12’ (rig.) Isak 62’ | Marcatori | 38’ Griezmann 49’ Suárez |

| Arbitro: | Medié Jiménez |

|                              |           |                                               |
| Aridane 45+1’ Ávila 48’, 84’ | Marcatori | 15’ Oyarzabal 18’ Portu 28’ Ødegaard 79’ Isak |

| Arbitro: | Sánchez Martínez |

|                  |           |                                  |
| Willian José 22’ | Marcatori | 58’ (rig.) Trigueros 72’ Cazorla |

#### Girone di ritorno
| Arbitro: | Cordero Vega |

|                                              |           |  |
| Borja Iglesias 27’ Joaquín 44’ Canales 90+5’ | Marcatori |  |

| Arbitro: | Jaime Latre |

|                                    |           |  |
| Isak 46’ Barrenetxea 58’ Portu 81’ | Marcatori |  |

| Arbitro: | Melero López |

|                        |           |          |
| Omeruo 49’ Óscar 90+4’ | Marcatori | 20’ Isak |

| Arbitro: | Munuera Montero |

|                    |           |                 |
| Portu 65’ Isak 83’ | Marcatori | 71’ I. Williams |

| Arbitro: | Munuera Montero |

|                    |           |                 |
| Portu 65’ Isak 83’ | Marcatori | 71’ I. Williams |

| Arbitro: | González González |

|                                      |           |  |
| Merino 12’ Monreal 45+1’ Januzaj 48’ | Marcatori |  |

| Arbitro: | Pizarro Gómez |

|             |           |  |
| Januzaj 60’ | Marcatori |  |

| Arbitro: | Juan Martínez Munuera |

|                  |           |  |
| Messi 81’ (rig.) | Marcatori |  |

| Arbitro: | Cordero Vega |

|               |           |            |
| Oyarzabal 61’ | Marcatori | 29’ Adrián |

| Arbitro: | Jaime Latre |

|                                      |           |  |
| Borja Sainz 56’ Aguirregabiria 90+6’ | Marcatori |  |

| Arbitro: | Javier Estrada Fernández (Comitato catalano) |

|            |           |                                 |
| Merino 83’ | Marcatori | 50’ (rig.) S. Ramos 70’ Benzema |

| Arbitro: | Prieto Iglesias |

|  |           |                       |
|  | Marcatori | 45’ (rig.) Iago Aspas |

| Arbitro: | Cordero Vega |

|                         |           |             |
| J. Mata 20’ (rig.), 83’ | Marcatori | 55’ Januzaj |

| Arbitro: | Sánchez Martínez |

|                           |           |                 |
| Willian José 56’ Isak 84’ | Marcatori | 10’ David López |

| Arbitro: | Pizarro Gómez |

|             |           |          |
| Morales 16’ | Marcatori | 12’ Isak |

| Arbitro: | Martínez Munuera |

|                          |           |                                    |
| Merino 47’ Oyarzabal 83’ | Marcatori | 21’ Puertas 43’ Soldado 88’ Duarte |

| Arbitro: | Cuadra Fernández |

|             |           |                                  |
| Cazorla 85’ | Marcatori | 61’ Willian José 75’ D. Llorente |

| San Sebastián 16 luglio 2020, ore 21:00 CEST 37ª giornata | Real Sociedad    | 0 – 0 referto | Siviglia | Reale Arena (0 spett.)\| Arbitro: \| Del Cerro Grande \| |
| Arbitro:                                                  | Del Cerro Grande |               |          |                                                          |

| Arbitro: | González Fuertes |

|          |           |                       |
| Koke 30’ | Marcatori | 87’ (aut.) H. Herrera |

### Coppa di Spagna
| Arbitro: | Melero López |

|  |           |                                                                              |
|  | Marcatori | 37’ Le Normand 44’, 46’, 63’ Januzaj 49’ Pardo 68’, 75’ Isak 69’ Barrenetxea |

| Arbitro: | Munuera Montero |

|  |           |                                               |
|  | Marcatori | 55’, 61’ Sangalli 57’ Januzaj 66’ Barrenetxea |

| Arbitro: | Hernández Hernández |

|                            |           |  |
| Barrenetxea 45+1’ Isak 62’ | Marcatori |  |

| Arbitro: | Munuera Montero |

|                            |           |             |
| Isak 33’, 69’ Ødegaard 61’ | Marcatori | 36’ Cardona |

| Arbitro: | Mateu Lahoz |

|                                     |           |                                       |
| Marcelo 59’ Rodrygo 81’ Nacho 90+3’ | Marcatori | 22’ Ødegaard 54’, 56’ Isak 69’ Merino |

| Arbitro: | Gil Manzano |

|                                  |           |             |
| Oyarzabal 9’ (rig.) Ødegaard 42’ | Marcatori | 36’ Matheus |

| Arbitro: | Sánchez Martínez |

|  |           |                      |
|  | Marcatori | 41’ (rig.) Oyarzabal |

#### Finale
| Arbitro: | Estrada Fernández |

|  |           |                      |
|  | Marcatori | 63’ (rig.) Oyarzabal |